# Knights in the Nightmare
Knights in the Nightmare es un juego híbrido de Videojuego de estrategia en tiempo real y RPG de Sting Entertainment, y el cuarto capítulo en la serie de videojuegos Dept. Heaven. Fue publicado para Nintendo DS el 2008 y por Atlus en América del Norte el 2 de junio de 2009, y para PlayStation Portable el 2010. Las versiones HD, exclusivas de Japón, se lanzaron el 7 de abril de 2022 en Nintendo Switch y el 3 de agosto de 2022 en iOS y Android, este último sin bloqueo regional. Sting también publicó un recopilatorio llamado "Knights in the Nightmare DHE Series Special Pack", en donde, además de este juego para DS, incluye a Yggdra Union: We'll Never Fight Alone para Game Boy Advance.

## Jugabilidad
Knights in the Nightmare es un juego tan complejo, que antes de su lanzamiento, se incluye un tutorial extenso en pantalla. Además, en las versiones de DS, Nintendo Switch en modo portátil y Android, solo es controlado todo el juego por la pantalla táctil. En las versiones de PSP, Nintendo Switch y Android, no es posible realizar reinicio en caliente (o Software Reset), pero incluye un velocímetro para el Wisp debido a que la PSP y Nintendo Switch en modo escritorio no cuenta con pantalla táctil y todas las funciones son asignadas a las teclas de la PSP y Nintendo Switch en modo escritorio, además de los controles vinculados a los dispositivos Android y iOS. Son más de 200 personajes y 168 armas en total. En iOS y Android, se puede jugar los primeros 4 escenarios de manera gratuita.
El juego tiene tres fases: el selector de monstruos, la pantalla de tácticas, y la batalla en tiempo real. 

### Menú principal
En esta pantalla, disponible antes de la siguiente batalla, puede fusionar objetos, mejorarlos con materiales o destruirlos, convirtiéndolos en materiales. Se puede repartir EXP para subir de nivel a los personajes, aumentando sus VIT y parámetros, exiliarlos para obtener sus objetos o hacer transoul (transferir un alma a otra), en donde se sacrifica un caballero para mejorar el LV MAX y los parámetros de otro caballero. Los personajes están divididos en Duelistas, Guerreros, Hermitaños, Arqueros, Sacerdotisas, Hechiceros y Jinetes Lanceros y pueden portar roperas, hachas, dagas, arcos, varas, bastones y lanzas, respectivamente. Los objetos clave perjudican a enemigos, se obtiene objetos de NPCs o reclutan a los personajes. Solo es posible obtener estos objetos clave en modo historia. Es posible que al aumentar el LV o al recibir un transoul, el VIT del personaje se vea perjudicado. Los parámetros LI (Law Index, Índice Ley) y CI (Chaos Index, Índice Caos) de los personajes se aumentan portando una de las armas del personaje correspondiente durante la batalla y al subir de nivel en esta pantalla, pero es posible que se véa perjudicado al recibir un transoul. La lealtad (LOY) aumenta si un personaje atacó en reiteradas veces.

### Selector de monstruos
El jugador elige hasta 4 monstruos por mapa por eliminar dentro de su matrix. Este selector se salta al iniciar un capítulo, en donde los monstruos aparecen antes del 1.er turno, o en caso de batallas contra jefes.
Esta pantalla se asemeja a las tragamonedas y se salta a la pantalla de tácticas si se elige el último monstruo.

### Táctica
En esta pantalla, aparece el conteo de turnos para saber cuantos turnos le quedan al jugador. Se puede consultar el HP y los parámetros del enemigo. Se puede cambiar los personajes (3 en total; las heroínas no), objetos (4 en total) y el modo inicial entre Ley y Caos. El mapa es visto de forma isométrica en esta pantalla y en batalla. Las armas están marcadas con una letra L o C o con ambas letras, mientras que los objetos clave no.
El modo se puede cambiar a mitad de batalla. Esta es la única pantalla en donde los jugadores se preparan para la batalla.

### Batalla
En esta pantalla, el jugador controla el Wisp vía pantalla táctil (en PSP fue remplazado por controles normales debido a dificultades técnicas) llevando objetos a los personajes sin que toque los disparos enemigos y ordena a los personajes a atacar a los enemigos sin que se agote su VIT. Cada turno dura 60s y se descuenta del Wisp al cargar personajes o cuando es atacado. Se puede cambiar de modo siempre y cuando no es unido por el personaje o por un objeto. Si el personaje ataca, pierde 1/10 de su VIT, 1/2 si usa un arma, 1 si usa un arma con habilidades HI y 3 si usa una habilidad EX, esta última hace que el personaje quede paralizado por el resto del turno.
El Wisp siempre debe esquivar los disparos enemigos. Si se acaba el tiempo (vía carga o vía daño) o si elimina a todos los monstruos sin completar la matrix, aparece la pantalla de evaluación, terminando el turno. Los objetos en pantalla, al terminar el turno, pierden duración y se rompen cuando caen a 0. Si el Wisp acerca al disparo enemigo, recibe EXP en vez de daño, este último ocurre en caso de que el disparo golpee al Wisp. Los personajes parpadean si su VIT es demasiado bajo y mueren cuando cae a 0, contándose como perma-muerte, es decir, no puede revivir al personaje una vez eliminado. Al atacar a un monstruo, aparecen gemas que recargan MP (MAX 9).
Los ataques con armas usan 1 MP y deben ser cargadas antes de usarlas. Armas con habilidades HI no pueden ser usadas el resto del turno al ser cargadas por tiempo prolongado y deben ser usadas por personajes del mismo elemento o por heroínas. Además, tienen efectos Rush Count, en donde el efecto se activa al coincidir los últimos 2 dígitos de hit. Se puede terninar el turno manualmente convirtiendo el tiempo restante en MP o EXP, este último no es posible usarlo fuera del modo historia.

### Objetivos
El jugador gana el escenario al completar la matrix de monstruos de hasta 5x5 en al menos una línea o eliminando al jefe del escenario (se dificulta con los capítulos en donde aparece la heroína), con posibilidad de guardar partida. El jugador pierde si se le acabó los turnos, o si todos los personajes o la heroína en combate son KIA. No es necesario eliminar a todos los monstruos genéricos. Al ocurrir un game over, se puede reintentar desde el Nº de monstruos eliminados en curso o el HP restante del jefe, o bien, reiniciar todo el escenario en donde se reinicia al punto antes de la batalla, con excepción de la pantalla de selector de monstruos, que aparece para seleccionar monstruos genéricos si ocurre un reinicio o un reintento. Si se termina el turno, aparece la pantalla de evaluación, en donde aparece los enemigos, con su HP inicial y HP final (cambia a blanco y negro con la marca KILLED si cae a 0). Además, aparece las puntuaciones, el tiempo, el rango (entre F y S, donde A y S son notas mejores y F es la peor) y los objetos obtenidos. Si completa el escenario, aparece CLEAR en el mapa, junto con las puntuaciones del último turno, las puntuaciones finales y el Nº de turnos por cada enemigo eliminado. Son 26 turnos por mapa en EASY, pero ese Nº es determinado en las demás dificultades.

## Argumento
La historia está dividida en eventos antes y después de las crisis. Todos los eventos ocurren en Aventheim. Los eventos antes de la crisis ocurren tras la batalla, en donde aparecen flashbacks del Wisp y de los caballeros antes de sus muertes. Las heroínas intentan ayudar al Wisp a recuperar los flashbacks tras el combate.

## Personajes

### Personajes principales
| Personaje                                                                            | Clase       | Sexo  | Salud    | Comentarios |
| ------------------------------------------------------------------------------------ | ----------- | ----- | -------- | --- |
| Wisp (ウィスプ Wisupu?)                                                              | Wisp        | Varón | Tiempo   | El Wisp es un alma perdida del Rey Wilmgard (ウィリムガルド王 Wirimugarudo Ou?), que intenta proteger a Aventheim de la destrucción total provocada por monstruos. Sus datos fueron borrados al perder su cuerpo, pero ayuda a las heroínas a reconstruir sus datos y a eliminar esos monstruos. Tiene 38 años.                                                                 |
| Maria (マリア?)                                                                      | Valquiria   | Mujer | 7.77 VIT | La valquiria armada que desenterró un objeto en la iglesia abandonada que liberó al Wisp. Ella es la primera mitad de Marietta. |
| Melissa (メリッサ Merissa?)                                                          | desconocida | Mujer | VIT      | Ella es la otra mitad de Marietta. |
| Marietta (マリエッタ?)                                                               | Arcángel    | Mujer | VIT o HP | Apareció por primera vez en Riviera: The Promised Land. |
| Mellia (メリア Meria?)                                                               | Valquiria   | Mujer | 7.77 VIT | La otra valquiria armada que desenterró un objeto en la iglesia abandonada que liberó al Wisp, en donde Maria y Melissa tuvieron roles cambiados. |
| Yggdra Yuril Artwaltz (ユグドラ＝ユリル＝アルトワルツ Yugudora Yuriru Arutowarutsu?) | La Puchelle | Mujer | 7.77 VIT | Apareció por primera vez en Yggdra Union: We'll Never Fight Alone. Es disponible al abrir los datos de guardado de PSP de Yggdra Union de la misma región en este juego o insertando el cartucho de Yggdra Union en el SLOT 2 de Nintendo DS o DS Lite, remplazando a Maria. Además, en la versión de PSP, tuvieron escenarios cambiados, diseñados exclusivamente para Yggdra. |
| Pamela (パメラ Pamera?)                                                              | Sacerdotisa | Mujer | VIT      | La mascota de Dept. Heaven que apareció por primera vez en Yggdra Union: We'll Never Fight Alone. Es desbloqueable al abrir los datos de guardado de PSP de Yggdra Union de la misma región en este juego o insertando el cartucho de Yggdra Union en el SLOT 2 de Nintendo DS o DS Lite.                                                                                       |

### Personajes genéricos
Debido a que es extensa la lista de personajes, solo se nombran las clases.
| Personaje      | Texto en inglés | Arma   | Dirección de ataque | Comentarios                                            |
| -------------- | --------------- | ------ | ------------------- | ------------------------------------------------------ |
| Duelista       | Duelist         | Ropera | Arriba              | Salta un cuadro en caos                                |
| Guerrero       | Warrior         | Hacha  | Arriba              | Rompe objetos marcados con [FRAGILE]                   |
| Hermitaño      | Hermit          | Daga   | Abajo               | Causa estados en ley dependiendo del elemento          |
| Arquero        | Archer          | Arco   | Abajo               | Paraliza enemigos en ley                               |
| Sacerdotisa    | Priestess       | Vara   | Abajo               | Coloca un gram en caos                                 |
| Hechicero      | Wizard          | Bastón | Abajo               | Coloca un gram en ley                                  |
| Jinete lanzero | Lancer Knight   | Lanza  | Todos               | Avanza uno o dos cuadros en caos                       |
| Heroína        | Heroine         | Todos  | Todos               | Varios efectos; Solo ellas pueden hacer habilidades EX |

Notas
- Un gram instalado por el personaje del jugador es una trampa para los enemigos.
- Un gram instalado por el enemigo es una trampa para el wisp.

## Recepción
La recepción es generalmente positiva, con Famitsu marcando el juego como un 32/40. El juego tomó el puesto 16 en ventas en una semana. Knights también fue nominado para un premio a la excelencia en Japan Media Arts Festival 2008. Mark Bozon de IGN calificó como 8.8/10, elogiando la profundidad y complejidad del juego. La sección más criticada entre los revisores fue el tutorial, que dura casi una hora de juego, y es de simple aprensizaje.